# أنشاص الرمل
قرية أَنشَاص الرَمل هي إحدى القرى التابعة لمركز بلبيس في محافظة الشرقية في جمهورية مصر العربية. حسب إحصاءات سنة 2006، بلغ إجمالي السكان في أنشاص الرمل 35414 نسمة، منهم 18049 رجل و 17365 امرأة، ويوجد بها المفاعل النووي الوحيد في مصر، والعديد من الوحدات العسكرية، وأحد مطارات مصر العسكرية الهامة. عُقدت فيها أول قمّة عربية في مايو 1946، والتي دعى إليها الملك فاروق. وقد طبعت مصر بعض الطوابع التذكارية بمناسبة تلك القمة التي عقدت في أنشاص الرمل.

## التاريخ
قرية أنشاص الرمل تعد من القرى القديمة، حيث عثر بها على آثارٍ ترجع للفترة الفرعونية الانتقالية الثانية أثناء احتلال الهكسوس لمصر، كما وردت باسم «نشاص الوهيبي» في أعمال الشرقية ضمن قرى الروك الصلاحي التي أحصاها ابن مماتي في كتاب قوانين الدواوين، و«نشاص الوهيبي» في أعمال الشرقية ضمن قرى الروك الناصري التي أحصاها ابن الجيعان في كتاب «التحفة السنية بأسماء البلاد المصرية». وفي العصر العثماني ورد باسم «نشاص الرمل» في التربيع العثماني الذي أجراه الوالي العثماني سليمان باشا الخادم في عصر السلطان العثماني سليمان القانوني ضمن قرى ولاية الشرقية، وفي تاريخ 1228هـ/1813م الذي عدّ قرى مصر بعد المسح الذي قام به محمد علي باشا باسم «أنشاص الرمل» ضمن قرى مديرية الشرقية.
| القمة العربية 1946 (أنشاص) طابع تذكاري | القمة العربية 1946 (أنشاص) طابع تذكاري | القمة العربية 1946 (أنشاص) طابع تذكاري | القمة العربية 1946 (أنشاص) طابع تذكاري |